# Konstantyn Racoviță
Konstantyn Racoviță (rum. Constantin Racoviță; zm. 28 stycznia 1764) – hospodar Mołdawii, w latach 1749–1753 i 1756–1757, jako Konstantyn V, oraz hospodar Wołoszczyzny w latach 1753–1756 i 1763–1764, jako Konstantyn IV, z rodu Racoviță.

## Biografia
Był synem hospodara Mołdawii i Wołoszczyzny Michała Racoviță. W 1756, objąwszy po raz drugi rządy w Mołdawii, musiał zażegnywać konflikt między bojarami a chłopstwem, wynikający z łamania przez tych pierwszych praw chłopów nadanych im przez Konstantyna Mavrocordata. Z uwagi na fakt, iż porzucanie ziemi przez chłopów powodowało duży deficyt rąk do pracy, Konstantyn w 1756 roku zezwolił im na osiedlanie się w wybranym przez siebie miejscu, bez obowiązku świadczenia pańszczyzny (jedynie za opłatą). Zmarł wskutek przepicia.